# Яхьяев, Магомед-Султан Яхьяевич
Магамед-Султан Яхьяевич Яхьяев (10 декабря 1922, Кака-Шура, Дагестанская АССР — 3 октября 2006, Махачкала) — кумыкский писатель и драматург. Народный писатель Дагестана (1992).

## Биография
Магомед-Султан Яхьяев родился 10 декабря 1922 года в селении Кака-Шура, ныне  Карабудахкентского района Дагестана. Окончил педагогическое училище в Хасавюрте. Участвовал в Великой Отечественной войне. После войны окончил Дагестанскую областную совпартшколу, затем исторический факультет Дагестанского пединститута, а также Высшие литературные курсы при Литературном институте имени А. М. Горького в Москве. Работал на различных административных должностях в органах власти, был редактором журнала «Дослукъ». Также работал в Кумыкском музыкально-драматическом театре имени А.-П. Салаватова и союзе писателей Дагестана.

## Творчество
Первые произведения Яхьяева были напечатаны в газете «Ленин ёлу» и журнале «Дослукъ» в 1941 году. После войны он продолжил свою литературную деятельность: в 1954 году вышла книга «Семейное дело». За ней в 1950-80-е годы последовали книги «Женитьба Умалата», «Серебряный карандаш», «Незваные гости», «Салават», «Невысказанные тайны сердца», «Увядшее сердце», а также сборник пьес «Рождённые львами». Одним из важнейших произведений Яхьяева стал роман-трилогия о революционных событиях «Кинжалы обнажены» — «Умирать нам некогда» — «Победившие смерть» (вышли в 1969—1974 годах). Той же тематике посвящена его повесть «Три солнца».
Яхьяев является автором 12 пьес, таких как «Дорогой жизни» (в соавторстве с А. А. Курбановым, 1960), которые были поставлены как в Кумыкском музыкально-драматическом театре, так и в других театрах страны. Много писал для детей («Путешествие в Аравию», «Мы с Ахмедом», «Непоседа», «Герои одной улицы», «Гости с гор», «Целебный родник», «Говорит земля», «Здравствуй, папа». Детские произведения Яхьяева переведены на киргизский, молдавский, туркменский, украинский и эстонский языки.
Кроме того Яхьяев перевёл на кумыкский язык ряд произведений А. Н. Толстого, А. П. Чехова и А. А. Фадеева.
Член Союза писателей СССР с 1957 г.
Лауреат республиканской премии им. С. Стальского.

## Награды
- Орден Отечественной войны II степени
- Медаль «За трудовую доблесть» (4 мая 1960 года) — за выдающиеся заслуги в развитии дагестанского искусства и литературы и в связи с декадой искусства и литературы Дагестанской АССР в гор. Москве[1]
- Медаль «За победу над Германией в Великой Отечественной войне 1941-1945 гг.»
- Народный писатель Дагестана (1992)
- Лауреат государственной премии ДАССР им. Сулеймана Стальского.
- Лауреат государственной премии ДАССР им. Ирчи Казака.